# Milan Kozelka
Milan Kozelka (3. listopadu 1948 Kyselka – 5. října 2014 Praha)  byl český performer, básník, lektor, prozaik, satirik, redaktor a multimediální umělec.

## Život
V době normalizace byl perzekvován a několik let vězněn. StB na něj nasadila agenta Jiřího Valocha.
Zanechal nesmazatelnou stopu v českém umění především osmdesátých a devadesátých let. Od šedesátých let se věnoval poezii a jeho básně jsou dnes zařazovány do kontextu českého beatnického hnutí. Od sedmdesátých let se pak Kozelka věnoval akčnímu umění. Upozornil na sebe především sérií Kontakty, kterou vytvořil na začátku osmdesátých let na Šumavě. Jeho extrémní tělové akce (při jedné z nich se například zavěsil do divokého proudu Hamerského potoka) jsou významným příspěvkem k dějinám českého body artu. V sedmdesátých a osmdesátých letech paralelně rozvíjel svou výtvarnou tvorbu, která měla podobu konceptuální kresby nebo land-artových instalací. Kozelka vždy sledoval aktuální dění a jeho neklidná povaha ho hnala k dalším akcím často politického charakteru.
V 70. a 80. letech publikoval v samizdatech a proslul jako performer – patří mezi první, kteří se v Československu v této oblasti prosadili. Zprvu se zaměřil především na výtvarné umění, dále se věnoval land-artu, happeningu, tvořil parodické koláže, prostřednictvím kterých se vypořádával se společenskými tématy.
V 90. letech se věnoval zejména redaktorské a editorské práci (např. v nakladatelství VOTOBIA), působil na různých vysokých školách jako lektor – rozebíral především témata jako umění, politika, umění, mocenské systémy apod. Aktivně se účastnil autorských čtení a mnoha festivalů v Evropě a USA. Jeho práce jsou zastoupeny v domácích i zahraničních galeriích. 
V 90. letech založil v Karlových Varech pobočku pražské alternativní organizace ARTFORUM (výstavy, filozofické přednášky, literární festivaly, koncerty jazzové a experimentální hudby). 
Podílel se na založení a fungování pražského nakladatelství GULU - GULU, které vzniklo v roce 2003 iniciativou Andrey Lexové. Zaniklo v roce 2009. 
Byl iniciátorem anti-projektu PRAHA – TĚSTO LITERATURY, na němž spolupracoval s Janem Těsnohlídkem. Autorským čtením před pražským Magistrátem, které proběhlo 25.10.2011 a 02.11.2011, odmítavě reagovali na kampaň Městské knihovny v Praze s názvem PRAHA – MĚSTO LITERATURY.
V červenci 2013 ho během krátkodobého pobytu v Jižních Čechách postihla mozková mrtvice s následným krvácením do mozku, po které ochrnul. Byl hospitalizován v nemocnici v Českých Budějovicích. 
Po měsíci hospitalizace, v srpnu 2013, byl převezen a hospitalizován na 6 měsíců v LDN Praze 5 – FN v Motole a následně na dalších 6 měsíců převezen v únoru 2014, do LDN v Humpolci. 
Během pobytu na obou místech, nadiktoval, namluvil a připravil ve spolupráci s Lenkou Burianovou k budoucímu vydání soubor svých posledních 25 básní inspirovaných a ovlivněných jeho posledním rokem života, v (pro něj netypické) meditativně-existenciální formě (např. Moře je daleko, Jsem vrhnut, Motiv, ... a atd.).
V září 2014 byl převezen do LDN v Praze 6 – Domova sv. Karla Boromejského, kde po měsíci pobytu, 05.10.2014, zemřel.
Jeho úmrtí bylo oznámeno až o dva dny později 07.10.2014. Pohřeb se konal 15.10.2014 v obřadní síni Olšanského hřbitova na Praze 3. 
 Pohřben byl až na jaře 17.05.2015 na hřbitově Malvazinky na Praze 5, kde byl vedle něj o 5 let později paradoxně pohřben jeho umělecký protipól a občasný terč jeho parodických textů a koláží (Egoniášovo proroctví, Celebrity, Podvratné mýty), zpěvák Karel Gott.

## Dílo
Milan Kozelka odmítal přirovnání své osoby a tvorby k beatnické generaci spisovatelů a k proudu undergroundu či disentu. S undergroundem a disentem se poměrně razantně rozešel. Sám sebe označoval spíše za radikálního anarchistu.
Umělecká tvorba a styl života Milana Kozelky a například jeho souputníka Ivana Martina Jirouse je některými příznivci či znalci a kritiky umění přirovnávána k životním a uměleckým postojům Jaroslava Haška. 

### Poezie
- Koně se zapřahají do hracích automatů (Votobia, 1999) – Tato sbírka básní z let 1995-1999 je autorovým básnickým debutem. 
Pro básně je charakteristický klasický verš s pravidelným rýmem, demytizace a depoetizace veškerého dění kolem nás. Verše jsou vyplňovány asociativně řazenými obrazovými nonsensy. Autor navazuje na atmosféru období hippies, charakteristické je také prolínání beatových a punkových prvků. Obsah veršů je často kontroverzní, plný naturalistických obrazů doprovázených vulgarismy.
- Gumové projektily (J. W. Hill, 2000) – V této sbírce se autor s ještě větším sarkasmem, skepticismem a vzdorem vyjadřuje k minulým a především soudobým společenským poměrům v Čechách i v někdejších totalitních režimech východní Evropy či Asie.
- Startuji do San Francisca (Vetus Via, 2018) – posmrtně vydaná sbírka poezie.
- MOTIV (dosud nevydáno, 2013-2014) – 25 básní (např. Moře je daleko, Jsem vrhnut, Motiv, …) nadiktovaných a namluvených autorem během jeho posledních hospitalizací v nemocnicích, v Praze - Motole a v Humpolci. Jedny z prvních dvou autorizovaných básní uveřejněny v nultém čísle periodika Voknoviny (3/2014).

### Próza
- Ponorka (Votobia, 2001) – Tragikomické, groteskní historky odehrávající se od 70. let do současnosti v prostoru autorovy oblíbené olomoucké hospody "U Muzea", tzv. "Ponorky", kterou pravidelně navštěvoval již od roku 1971.
- Celebrity (Gulu-Gulu, 2004) – V této próze se objektem autorova nelítostného kritického pohledu staly osobnosti z nejrůznějších období a nejrůznějších oblastí českých i světových dějin, politiky, kultury a umění. Tyto osobnosti se na ploše 381 stran setkávají v neurčitém čase po příletu na mezinárodní olomoucké letiště či po připlutí do olomouckých doků a vedou bizarní, pseudointelektuální rozhovory, které jsou příznačným dokladem autorovy umělecké formy komunikace. V té nechybí ironie, absurdní humor, osobitá satira, nadsázka a paradoxy, humorná manipulace s fakty, mystifikace a kritika manipulace. Obsah často kontroverzních témat nabírá podoby grotesky.
- Život na Kdysissippi (Host, 2008) – Autor formou absurdní grotesky zachytil výstřední osudy postav na okraji společnosti, komentoval nekonformní život v undergroundových komunitách. Zmíněné příběhy se ve většině případů skutečně odehrály. Jde o knihu jakoby vzpomínek, které ale Kozelka dynamizoval svým specifickým způsobem vyjádření – samozřejmě pracuje s imaginací, ironií, karikováním známých person. Přítomna je nostalgie, která ale nepřerůstá do útrpného sentimentu či patetické výpovědi. Život na Kdysissippi lze s trochou nadsázky označit za sbírku "legend o domácím undergroundu", je pohledem dovnitř, přímo do centra komunity. Podzemní komunita je nahlížena pohledem člověka, který se k ní hrdě hlásí. Zároveň je patrný jasný odstup, zůstávají jen vzpomínky a ty jsou více či méně pozitivní Postavami jeho próz jsou zpravidla konkrétní osoby z literárního a hudebního undergroundu a politického disentu: Ivan Martin Jirous, Egon Bondy, Šimon Pánek, John Bok, Andrej Stankovič, Vratislav Brabenec, Dana Němcová, Milan Hlavsa… V důležitých rolích a fiktivních setkáních se tu však objeví i osobnosti jako Václav Havel, Jindřich Chalupecký, Vladimír Holan či Jan Zrzavý. Důležitou součástí textu jsou i tzv. "životy svatých", příběhy osobností undergroundu, které Kozelkovi nejvíce imponovaly. Ty jsou vždy doplněny ilustrací.
- Údolí pod vysokým nebem (Gulu–Gulu, 2009) – Jde o krátké satirické povídky situované do Karlových Varů.
- Bez adresy, s deštěm v patách, Egoniášovo proroctví (Petřínský samizdat, 2009) – V těchto dvou krátkých prozaických útvarech se snoubí dominantní rysy Kozelkovy tvorby: umění postihnout atmosféru, nepatetický obraz doby vyznačující se humorem, ironií a nadsázkou, příznačná je mystifikace a otevírání kontroverzních témat kontroverzním způsobem, schopnost zesměšňovat, obnažovat a karikovat známé persony tím, že se zdůrazní jejich charakterové rysy a jimi uznávané hodnoty, což ve výsledku tvoří jakousi svéráznou koláž plnou mystifikací. 
 Egoniášovo proroctví je provokativní mrazivá výpověď o současné české kultuře a jejich představitelích pojatá jako vize duchovního otce undergroundu Egona Bondyho. Ten, stylizován do role proroka, ve svých monolozích referuje o budoucnosti umělecké scény a o budoucnosti intelektuální elity, která s ním zároveň v prostorách jedné pražské hospody na toto téma diskutuje a polemizuje. 
 Bez adresy s deštěm v patách představuje intimnější, komornější část postavenou na osobnějším autorově přístupu, zejména v interpretaci vlastních vzpomínek.
- Semeniště zmrdů, Teteliště zmrdů (JT's nakladatelství, 2011, 2012) - Dvě sbírky velmi krátkých textů na pomezí mezi prózou a poezií. Obě sbírky nesou dedikaci příslušníkům RAF, německé pouliční guerilly ze 70. let. 
 Milan Kozelka si v obou souborech liboval v hravém nonsensu. Spojil nespojitelné prvky do absurdních celků, které měly jasný cíl: kondenzovat absurditu současného světa a zaskočit jí vnímatele. Autor se nemusel schovávat za složité metafory, údernost prostých vět je mnohem silnější. V obou sbírkách je řada intertextuálních odkazů, některé cílily na historii, jiné na literaturu či aktuální politickou situaci. Terčem autorova nekompromisního sarkasmu se začasté stávaly aktuální kauzy – Klausovo pero, Rathovo zatčení, církevní restituce, a atd. 
 V textech se to hemží jmény současných politických, kulturních i církevních papalášů, kteří se spolu potkávají v těch nejméně očekávatelných situacích. Nejčastěji skloňovaná jsou jména Petr Nečas, Miroslav Kalousek, Václav Klaus nebo Karel Schwarzenberg. Kozelka na nich (a na spoustě dalších) nenechal nit suchou. Kritizuje, dští svou nespokojenost všemi směry, ale místy tento postup začíná zavánět pózou. Aktuálnost obou sbírek může být považována i za jejich největší neduh, a to pro absentující přesah mimo současnost. Časopis A2 zařadil knihu Semeniště zmrdů do českého literárního kánonu po roce 1989, tedy do výběru nejdůležitějších českých knih v období třiceti let od sametové revoluce.[11]
- Manhattanský deník (Vetus Via, 2012)–Kozelkova sbírka textů Manhattanský deník svým konceptem připomíná předchozí sbírky Semeniště zmrdů a Teteliště zmrdů. Opět se jedná o sbírku krátkých, které s humorem a hravým nonsensem kritizují aktuální dění. Kozelka však změnil prostředí, v němž se jeho mikropříběhy a mikroúvahy odehrávají – dějištěm jsou Spojené státy americké. Autor se v textech setkal s řadou osob, většinou z řad městské spodiny. Hospodští povaleči, básníci, performeři i bezvýznamné figurky byly pro Milana Kozelku pramenem příběhů a názorů, kterými pak sytil své texty. Ve sbírce vystupuje i řada skutečných osobnosti z americké kultury, např. Jackson Pollock, Allen Ginsberg, Miles Davis nebo Noam Chomsky. Stejně tak se vyskytují osoby fiktivní, jako Old Shatterhand z knih Karla Maye (tomuto autorovi je celá sbírka dedikována). Kozelka byl, stejně jako ve sbírkách, které se týkaly domácího prostředí, ostře kritický ke společenským nešvarům. V jazykové výstavbě textu se nebál užívat vulgarismy, hojně užíval přímou řeč.
- Fastfood (JT's nakladatelství, 2016) - volné pokračování Semeniště zmrdů a Teteliště zmrdů, kterým se celá trilogie uzavírá. Kozelkova předposlední autorizovaná kniha a poslední próza. Byla vydána již posmrtně.

### Antologie
Antologie mapují aktuální slovesné a výtvarné dění v několika regionech:
- V srdci černého pavouka (Ostravsko, 2000),
- Od břehů k horám (Severní Čechy, 2000),
- Vertikální nostalgie (Olomoucko, 2002)

### Další publikované texty
- A2, David a Goliášové, Mstitelé s papírovými meči – vyjadřuje se k otázce radikálního umění,
- Bella Bella, Praga magica – tři povídky, které původně součástí cyklu Život na Kdysissippi, avšak nebyly vřazeny do knižního vydání.
- 7edm, literární sborník – vyšel zde cyklus textů Komolé výseče (Theo, Pardubice).

### Projekty
- Podvratné mýty – Představují jeho literární tvorbu, performanci z roku 1996 a především nejnovější práce vzniklé ve spolupráci s Andreou Lexovou. Jde o projekce ironických a parodických koláží.

Dalšími projekty jsou Národ sobě, High Society, Portrait Mix, Hey Joe (kolážové parafráze Josefa Lady) a Spiritistické příběhy.

#### Ukázky textů
- Ukázky textů na advojka.cz

#### Projekty
- Těsto literatury (2011) - Anti - Projekt (záznam na youtube.com
- Kozelkoviny

#### Rozhovory
- Rozhovor na brno.idnes.cz
- Rozhovor na czechlit.cz

#### Recenze
- www.nekultura.cz/literatura-recenze/nepoeticke-legendy-milana-kozelky.html
- www.diycore.net/sablony/recenze_literatura.php?id=13&nazev=Milan%20Kozelka
- pristipkar.wordpress.com/2010/02/08/tajtrliky-bukrliky-cili-filipika-proti-volnym-radikalum/

#### Autorská čtení
- Milan Kozelka – Manhattanský deník
- 4 OKNA

#### Happening
- www.youtube.com/watch?v=L5Os1sC7q0s